# Улица Достоевского (Калуга)
Улица Достоевского — улица в историческом центре Калуги, проходит от Московской улицы (район сквера имени Карла Маркса) до улицы Плеханова.

## История

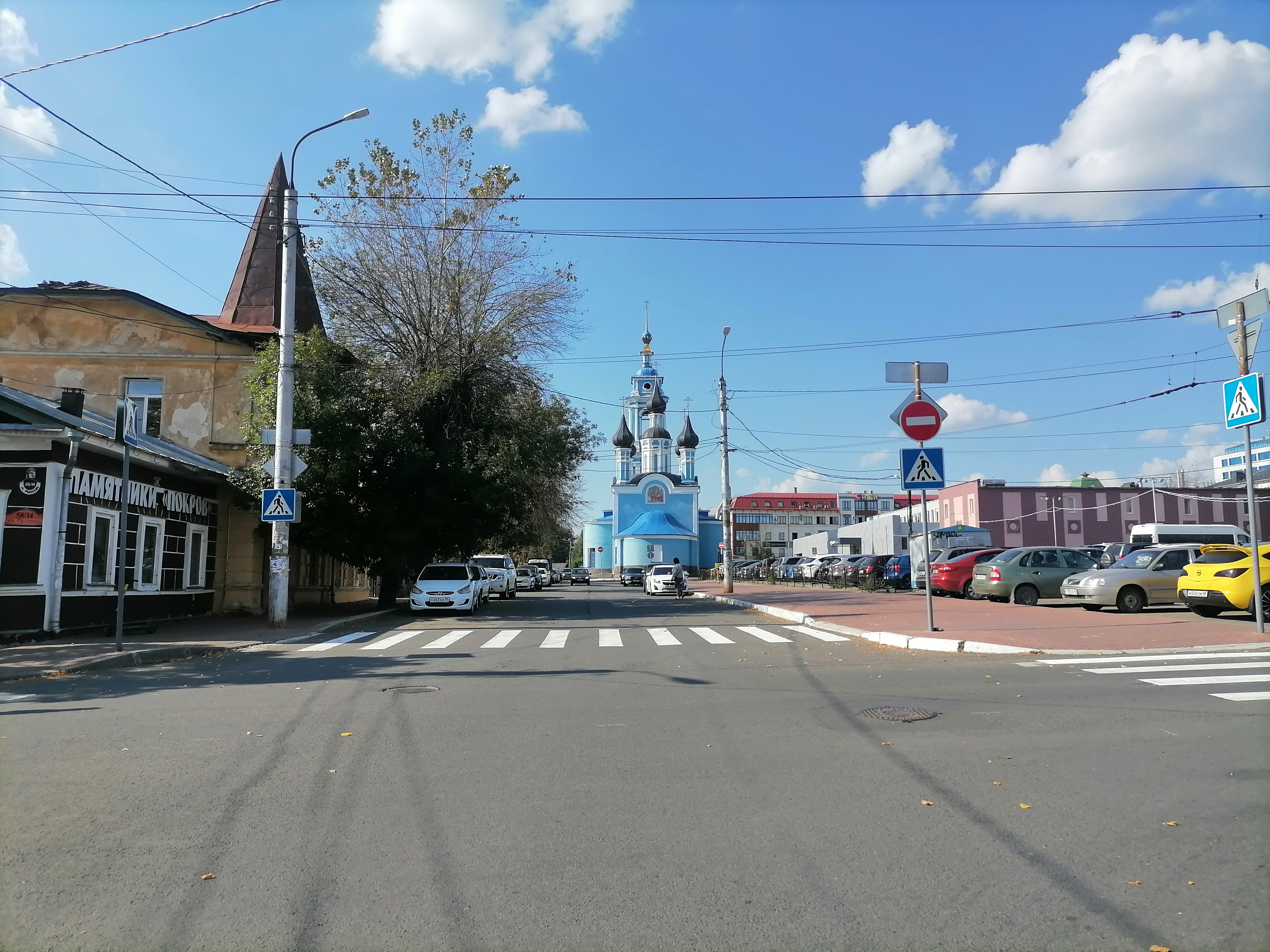
Вид улицы с церковью Успения

Современная улица включает три прежние улицы: Успенскую (от церкви Успения Пресвятой Богородицы до современной улицы Марата), Мясницкую (от улицы Марата до Театральной улицы) и Мешковский переулок (от Театральной до улицы Московской)
Название — Мешковская дано по фамилии местных домовладельцев — купцов Мешковых.
С XVIII века на примыкающей к улице территории (ныне — Парк Театра юного зрителя) располагался городской рынок — его главная торговая площадка, в это связи в начале XX века улица называлась Старо-Мясницкой (здесь были мясные ряды). В 1918 году её переименовали в проспект Льва Толстого.
Современное название в память великого русского писателя Ф. М. Достоевского (1821—1881).

## Достопримечательности

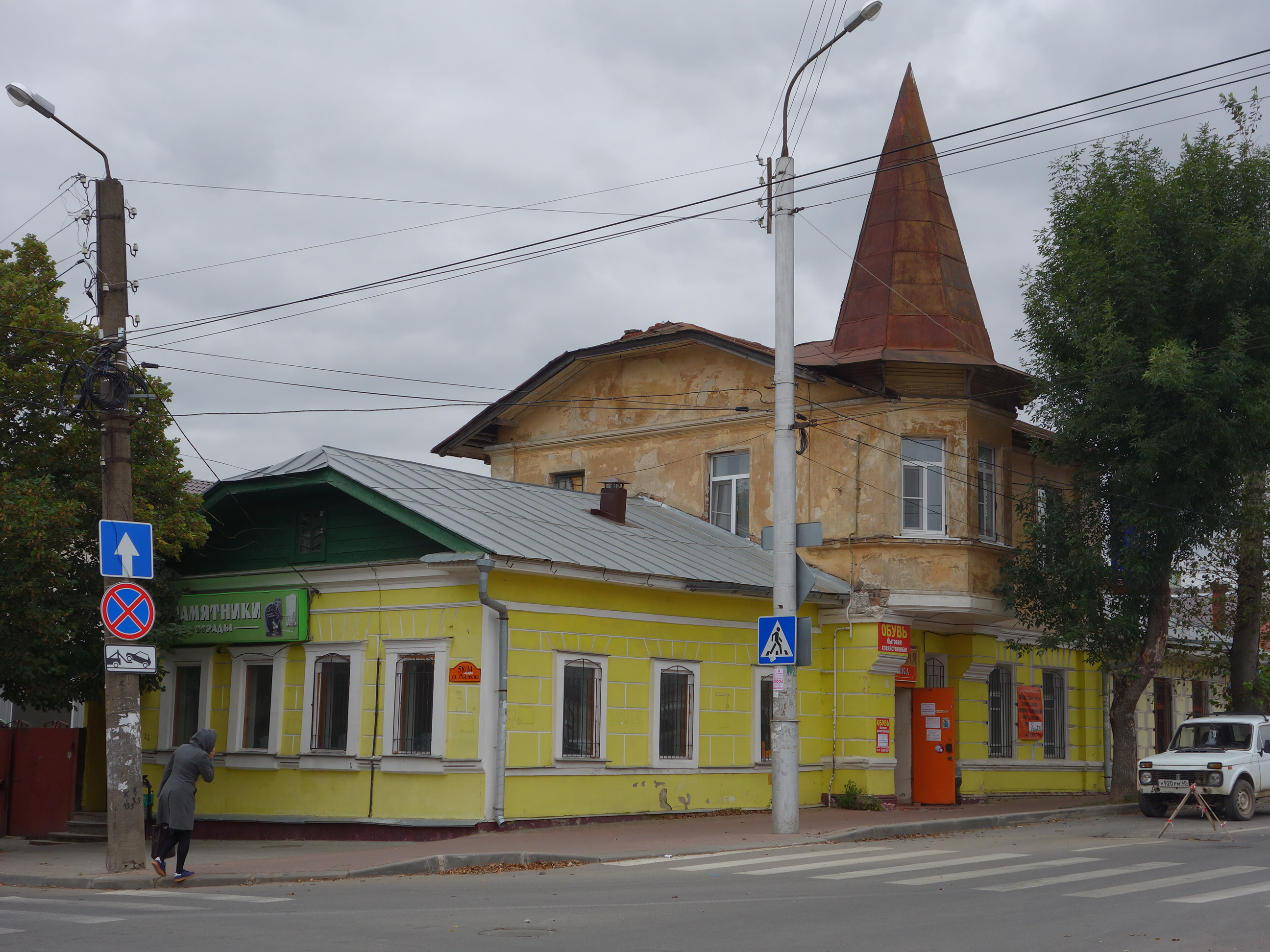
д. 14

д. 2 — Церковь Успения Пресвятой Богородицы.
д. 10 — Жилой дом(конец XIX — начало XX века)
д. 14 — Жилой дом (XIX век)
д. 21 — Дом жилой (конец XVIII — начало XIX веков)
д. 36 — Дом И. Я. Борисова (нач., 2-я пол. XIX в.)
д. 43 — Дом Кирпичникова (конец XVIII — начало XIX века)
д. 46 — Дом Мешкова (1-я половина XIX века)
д. 47 — Главный дом усадьбы Д. А. Акимова (1-я, 3-я четверти XIX века)
д. 48 — Дом Госбанка (XIX век)
д. 49 — Дом Антипиных (начало XIX века)
д. 55 — Дом Одоевцева (1-я четверть XIX века)

## Улица в кинематографе
На улице снят ряд эпизодов художественных фильмов «Ищу мою судьбу», «Похождения зубного врача»